# 화흠
화흠(華歆, 157년 ~ 231년)은 중국 후한 말 ~ 삼국 시대 위나라의 정치인이다. 자는 자어(子魚)이며 청주 평원군 고당현(高唐縣) 사람이다.

## 행적

### 젊은 시절의 행적
고향인 고당의 제의 지방으로 이름 높은 번화가로서 유명한 것으로부터, 관리들은 거기서 놀고 있었으나, 화흠은 휴일에는 문을 닫고 집에서 나오지 않았다. 그는 논의에 대해서도 항상 공평했고, 상대를 상처 입히는 일을 하지는 않았다.
이때 같은 군의 도구홍과 서로 명성을 두고 경쟁을 하였은데, 영제의 치세로 기주자사 왕분이 황제를 폐립시키려고 할 때, 그 계책에 동참하려 하였던 도구홍을 엄하게 충고한 것으로부터, 도구홍도 화흠을 인정하게 되었고 얼마 지나지 않아, 효렴으로 천거되어 낭중(郎仲)이 되었다. 그러나 얼마 지나지 않아 병이 났기 때문에 사직하였다.

### 후한의 신하로서의 행적
189년, 영제가 붕어하자 대장군 하진의 부름으로 정태·순유 등과 함께 하진을 섬겼고, 화흠은 상서령(尙書令)이 되었다. 그러나 하진은 십상시들에게 살해 되었고 얼마 지나지 않아 동탁이 실권을 잡게되었다.
191년, 반동탁 연합군의 결성으로 동탁이 장안으로 천도하려 하자, 화흠은 하규현령(下糾縣令)으로서 동탁으로부터 지방으로 벗어나려 하였으나 병에 걸렸기 때문에 임지에 가지 못했다.
그러나 후에 장안을 빠져나와 남양으로 도주하여 원술을 섬겼다.

### 원술의 신하로서의 행적
당시 남양에 머물러있던 원술에게 동탁을 토벌할 것을 진언하였다. 하지만 원술은 이에 응하지 않았고, 결국 화흠은 원술에게서 나왔다. 이때 정확히, 마일제가 장안의 조정에 의해 관동(關東)의 안정을 위해 파견하였으므로, 화흠은 그의 속관이 되었다.
이때 각지의 정치교화를 위해 순찰했고, 이후 예장태수로 임명되었다.

### 손책의 신하로서의 행적
197년, 양주자사 유요가 손책에게 추격당해 죽자, 그의 가신들이 화흠에게 의지하려 하였다. 그러나 화흠은 멋대로 임명하는 것은 좋지 않다고 생각하였기 때문에 거절하였다.
이 후, 손책이 화흠을 공격하자, 화흠은 손책이 용병술에 교묘한 것을 알고, 갈건(葛巾)을 쓰고 항복하였다. 이때 손책은 화흠의 명성을 잘 알고있었기 때문에 그를 상객으로서 대우하였다.
200년, 손책이 죽자 손권을 섬겼으나, 조조의 부름으로 관도(官渡)로 떠나려하는데, 손권이 이를 말렸으나, 화흠은 손권과 조조와의 국교가 간신히 유지되고 있는데 손권을 위해 움직일 수 있게 간청하였기 때문에 손권은 장굉과 함께 기쁜 마음으로 떠나게 하였다. 출발하기 직전에 수천 명의 빈객들에게 전송받아, 전별(餞別)도 많았으나, 화흠은 전별에 표시를 남겨두어, 겨우 출발할 때가 되자, 빈객들에게 전부 돌려줬다. 빈객들은 화흠의 덕의에 감탄하였다.

### 위의 신하로서의 행적
중앙으로 향하자 의랑(議郞)으로 임명되어, 사공의 군사로 시작으로, 상서(尙書)·시중(侍中)이라고 하는 중앙의 요직에 취임하게 되어, 순욱을 대신하여 상서령(尙書令)에 임명되었다. 조조가 손권을 정벌하려고 한 때에는 화흠이 군사로 요구되었다.
216년, 조조가 위왕이 되자 화흠은 어사대부(御史大夫)로 임명되었다.
220년, 조비가 왕위를 계승하자 상국에 임명되었으며, 조비가 황제에 오르게 되었을때는 사도에 서임되었다.
이때 화흠은 위의 제신 중에서도 제일 우대를 받았으나, 청빈한 삶에 만족한 화흠은 봉록이나 은상은 구족에게 나누어줬기 때문에 집에 저축도 없었다. 어느 날, 공경(公卿)이 하명되었을 때가 있었으나, 화흠은 자신의 집에 있던 하녀들을 신분으로부터 해방시켜 다른 가문으로 시집 보냈다. 이때 문제(조비)는 화흠을 칭찬하였다.
또 어느 날 삼공(三公)의 역소에 인사에서는 덕행을 존중해야 하므로, 경전 시험의 비중을 가볍게 해서는 안되느냐는 의견이 나왔을 때 이것에 대해 반론하였고, 학문의 존립이야말로 왕도가 성하는 것이라고 했다.
그 후, 화흠은 독행의 군자가 천거되자, 화흠은 자신의 벗인 관녕을 소개하였다. 이에 문제는 차를 준비해 관녕을 맞아들이려고 하였으나, 관녕은 요동에서 자신의 고향으로 돌아갔으며, 임관을 거절하였다.
226년, 문제가 죽고 그의 아들 조예가 그 뒤를 잇자 박평후(博平侯)에 봉해져, 500호의 기증을 받아 1300호를 다스리게 되어 태위에 옮겨지게 되었다. 이 무렵에 화흠은 노령을 이유로 태위직을 친구인 관녕에게 양도하고 은거하고 싶다고 탄원하였으나 받아들여지지 않고, 오히려 산기상시(散騎常侍) 무습(繆襲)을 파견해 강한 어조로 출사할 것을 요구하였기 때문에 화흠은 어쩔 수 없이 출사하였다.
230년, 조진이 자오가도(子午街道)를 통해 촉한을 침공하자 명제(조예)가 허창(許昌)에서 행차했지만, 화흠은 천명을 기다려야 한다며 「비전론」을 주장하였다. 이때 명제는 자신의 천명을 함부로 무력에 호소하는 것은 아니라고 대답해 화흠의 충고를 감사의 뜻을 보였다. 결국 여름에 폭우가 내렸기 때문에 조칙에 의해 조진군은 퇴각하였다.
231년, 향년 75세로 병사하였다. 이때 시호를 경후(敬候)라는 시호를 받아, 아들 화표(華表)가 그의 뒤를 계승하였다.

### 그 후
그 후, 화흠의 자손들은 위와 진(晉) 두 왕조 시대에 활약하였다. 또한 화흠의 손자인 화교(華嶠)는 후한의 역사를 모은 『후한서(後漢書)』를 저술하였으나 지금은 전하지 않는다. 현재 전하고 있는 『후한서』는 남조(南朝) 송(宋)의 범엽(范曄)이 저술한 것이다.

## 《삼국지연의》에서의 화흠
《삼국지연의》에서의 화흠은 손책의 부하로부터 첫 등장한다. 그는 202년, 조조의 부름으로 중앙으로 불려와 그대로 중앙에 머물렀다.
214년, 복황후(孝獻皇后)를 시해할 때에는 냉혹하고, 아첨하는 악인으로 묘사하였다.
또한 220년, 조비에게 조식(曹植)의 재능을 질투하는 조비에게 조식을 재 시험하게 하여 마음에 들지 않을 경우에는 처형하는 것을 진언하였다. 그 후, 왕랑(王朗), 환계(桓階), 가후(賈詡), 허지(許智), 조홍(曹洪), 조휴(曹休) 등과 함께 헌제(獻帝)에게 양위할 것을 권하였으며, 위나라가 건국되자, 그 공적으로 위인신(位人臣)으로 임명되었다.
227년, 제갈량(諸葛亮)의 이간책에 걸려, 명제(조예)에게 사마의(司馬懿)의 병권을 박탈하고 주살할 것을 권하였다. 이후 제갈량이 조진의 군대를 격파하자 명제에게 모든 제후들을 집결하여 힘을 다해
싸워야 한다고 진언한다.
그 후, 화흠은 등장하지 않는다.

## 평가
《삼국지》의 저자 진수(陳壽)는 화흠을 순결하고 덕성을 겸비한 인물로 평하였다.
배송지(裵松芝)는 《위략》의 화흠이 용의 머리, 관녕이 용의 꼬리라는 평가에 대하여 관녕은 화흠보다 높이 평가되고 있으므로, 순서를 착각한 것이라 반론하였다.

## 가계
| 전임 종요 | 조위의 상국 - 사도(220년 11월 1일에 개칭) 220년 2월 16일 ~ 226년 12월 | 후임 왕랑 |

| 전임 종요 | 조위의 태위 226년 12월 ~ 231년 12월 21일 | 후임 (장패) 사마의 |

## 같이 보기
- 삼국지 인물 목록